# 해기차

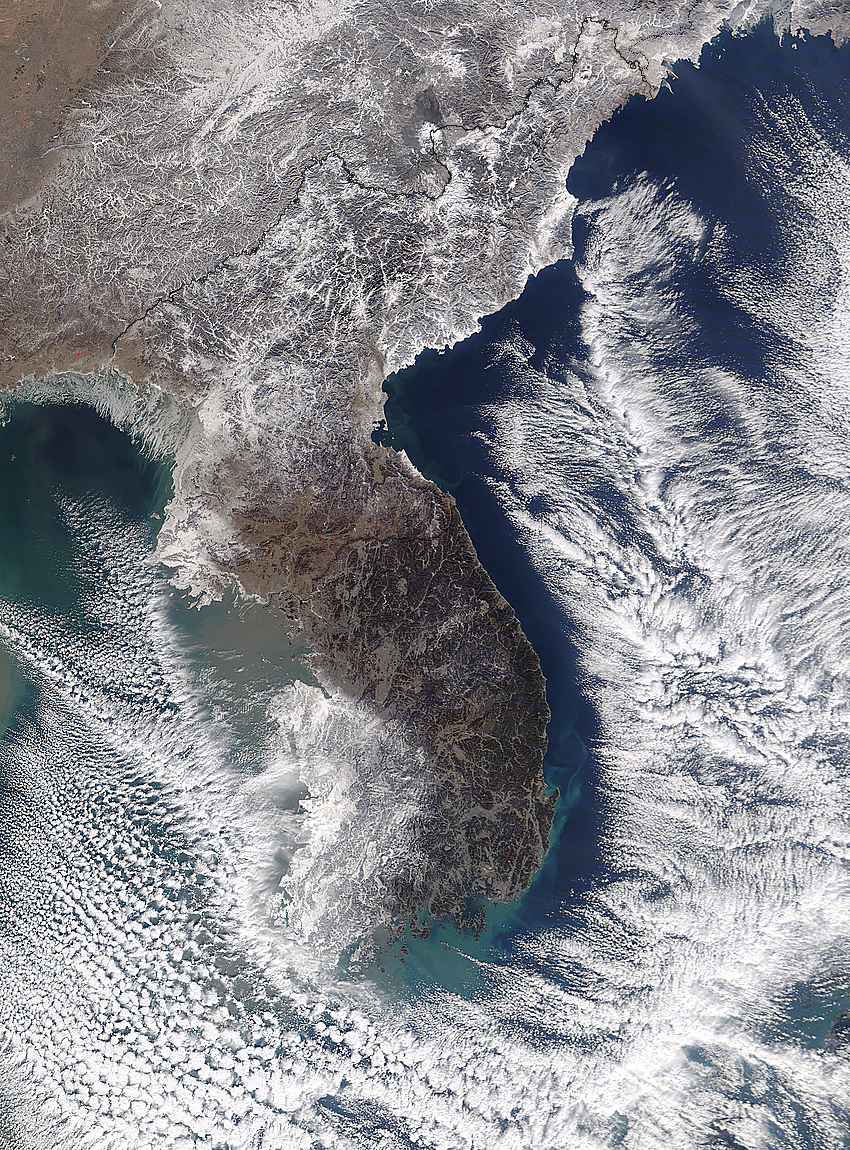
2016년 1월 25일의 위성사진(NASA).한파로 인해 차가운 바람이 따뜻한 바다 위를 지나가 황해와 동해에 해기차로 인한 구름이 만들어져 대한민국 충청/전라,울릉/독도 지방에 폭설이 오고 있다.

해기차(영어: Air-Sea Temperature Difference(ASTD))는 대기온도(Air Temperature)와 해수온도(Sea Surface Temperature. SST)의 차이, 즉 대기와 해수의 온도 경도를 뜻한다.

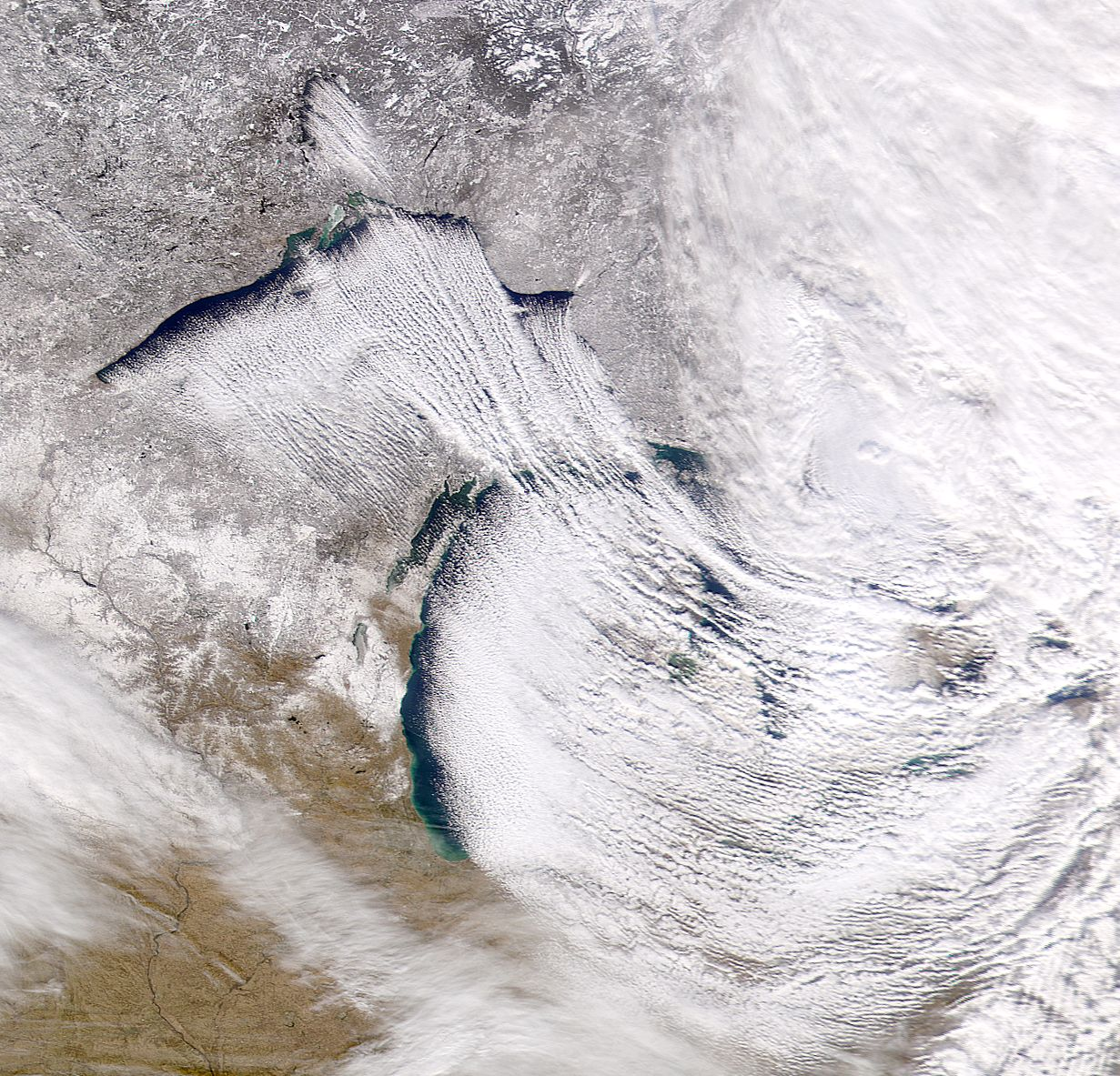

해기차 산출식은 해기차 상수 R = 지상기온 - 해수온도이며, 해기차의 정도로 해무, 구름의 발생 등 해양의 변화를 예측하거나 분석할 수 있다.

## 원인
해기차는 대기와 물의 비열 차이로 인하여 발생하며, 동일 장소와 조건에서 같은 에너지를 가하더라도 대기 기온과 수온은 온도차이(온도경도)가 발생한다.
외부로부터의 대기나 물의 유입이 해기차 발생의 주 원인이다.

## 사례
- 2010년 1월 4일 한국 중부 폭설
- 2016년 1월 24일 제주, 서해 폭설, 비행기 결항.
- 2004년 한국 중부 폭설